# Barre à mine
Pour les articles homonymes, voir Barre.

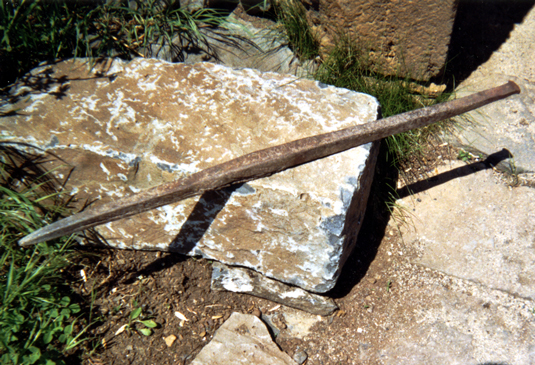
Ancienne barre à mine en fer forgé, provenant de Vals-près-le-Puy (Haute-Loire).

Une barre à mine est un outil en fer servant principalement à creuser des trous dans la roche pour y placer des mines. Elle sert également à fouir la terre pour y planter des piquets, à  déchausser les pierres d'une maçonnerie, à décoller des lauses dans une découverte et à soulever des dalles, des plaques d'égout.

## Usage
Au sens premier, une mine est une excavation pratiquée sous un ouvrage pour y fourrer une charge explosive. Par métonymie, c'est aussi cette même charge. L'outil communément appelé « barre à mine » mérite donc doublement son nom : il sert à creuser des mines (des cavités) pour y mettre des mines (des charges).
L'emploi de la barre à mine s'est étendu au creusement de trous dans de la terre dure pour y planter les piquets en bois d'une barrière : cela évite de fendre les piquets en les fichant en force.
Mais forer des trous n'est pas la seule utilité de la barre à mine : celle-ci peut servir, par exemple, à décoller des plaques d'ardoise dans une carrière, à déchausser les pierres d'une maçonnerie, à déplacer des blocs de pierre, à soulever des plaques d'égout ; son rôle est alors celui d'un levier.

## Origine et évolution
Certains tracéologues font remonter la barre à mine à la Préhistoire, voyant en elle l'outil qui aurait servi à creuser les puits à silex néolithiques de Flins-sur-Seine dans les Yvelines. Il faut préciser cependant, pour éviter tout anachronisme (le fer et a fortiori la poudre étant encore inconnus à l'époque), qu'il ne peut s'agir que de barres en bois dur (érable, buis).
Pour trouver des barres en fer, il faut attendre l'âge du fer. On en aurait trouvé trace dans les vestiges d'habitations gauloises de la Tène III (seconde moitié du IIe siècle av. J.-C. - Ier siècle av. J.-C.) situées au Puy d'Issolud dans le Lot. Cet optimisme doit être tempéré : l'âge du fer n'est pas l'âge de l'acier, le seul matériau qui permette de faire une barre à mine digne de ce nom.
Il faut sauter quelques siècles, jusqu'au milieu du XVIIe siècle, pour trouver des traces d'emploi de barre à mine : au prieuré de Sainte-Victoire, près d'Aix-en-Provence, entre 1651 et 1654, les moines laissèrent des trous de barre à mine d'un diamètre de 50 mm en tentant de faire la jonction entre deux grottes pour y installer une chapelle.
À la fin du XVIIe siècle ou au début du XVIIIe siècle, des barres à mine sont employées avec des explosifs aux carrières de meules de moulin de Quaix-en-Chartreuse en Isère : on retrouve en effet, au sommet des fronts de taille les plus récents, les trous laissés par ces outils de forage.
Au XIXe siècle, la barre à mine connaît des heures fastes avec le percement de nouvelles voies de communication et les grands travaux d'aménagement des terroirs agricoles.
Le premier tunnel routier du Lioran dans le Cantal, commencé en 1839 et terminé en 1847, lui doit une fière chandelle. Mais le tunnel du Mont-Cenis entre la France et l'Italie, commencé en 1857 à la barre à mine, est poursuivi, à partir de 1861, à la toute nouvelle perforatrice à air comprimé.
Dans le domaine agricole, l'emploi de la barre à mine est attesté pour la construction ex nihilo de champs dans le massif du Coiron en Vivarais entre 1850 et 1870 : à côté de la pioche, de la pelle et de la brouette, c'est l'outil des « faiseurs de champs » qui transforment une lande ou un bois en terre cultivable pour le compte d'un propriétaire.

## La barre à mine de nos jours
Aujourd'hui, la barre à mine figure au catalogue des marchands d'outillage, sa morphologie variant au gré des usages auxquels elle est destinée :
- une extrémité en pointe de diamant, l'autre plate (pour forer des trous, déchausser des pierres) ;
- une extrémité en biseau, l'autre plate (pour creuser, faire levier) ;
- une extrémité en pointe, l'autre en ciseau ou arrondie en palette (pour forer des trous, pour trancher) ;
- la section de la tige est généralement octogonale.

Excepté la barre à mine de géologue qui fait environ 30 cm (avec un bout en pointe, l'autre faisant levier), un mètre est une longueur minimale pour une barre à mine. Celles en vente dans les magasins d'outillage vont de 1 m à 3 m.
Dans ses usages industriels (mine, travaux publics) la majorité des travaux effectués à la barre à mine sont maintenant réalisés au marteau-piqueur, qui d'une certaine manière est une mécanisation de la barre à mine.[réf. nécessaire]
Certains modèles sont isolés pour pouvoir travailler en toute sécurité à proximité de câbles électriques peu ou non visibles.[réf. nécessaire]
En règle générale, les barres à mine sont en acier de haute qualité, toutefois pour des usages particuliers il existe des outils en alliage d'aluminium haute résistance, utilisés plus en tant que leviers que pour creuser dans la pierre. Des modèles antidéflagrants en aluminium-bronze ou en cuivre-béryllium sont utilisés en milieu confiné en présence de gaz inflammables, ce type d'alliage évitant les étincelles.[réf. nécessaire]

## Anecdotes
Un accident impliquant un bourroir, outil proche de la barre à mine et servant à damer de la poudre (en anglais tamping bar), est à l'origine du cas neurologique célèbre du cheminot américain Phineas Gage.
Une explosion sur le site nucléaire de Marcoule en 2011 illustre un usage de la barre à mine ayant causé la mort de son manipulateur, un fondeur qui tentait de casser, à l'aide de cet outil, une croûte de métal n'ayant pas fondu dans le four, provoquant une explosion avec gerbe de métal en fusion.

## Expressions
Dans le français parlé en Nouvelle-Calédonie, l'expression imagée « épais comme une barre à mine » se dit d'une personne à la maigreur insigne.
Chez les skieurs chevronnés, on emploie fréquemment l'expression « barres à mine » pour désigner des skis très durs et très rapides, notamment en freeride.